# Marco Köfler
Marco Köfler (* 14. November 1990) ist ein österreichischer Fußballspieler auf der Position eines Abwehrspielers.

## Karriere
Köfler begann seine Karriere beim TSU Matrei in Osttirol. 2005 wechselte er zum FC Waidhofen/Ybbs, wo er bis 2008 in der Jugendabteilung aktiv war.
Sein Debüt für die erste Mannschaft von Waidhofen in der Regionalliga Ost gab er am 5. Mai 2007 gegen die Amateure von Admira Wacker Mödling, als er in der 81. Minute Thomas Stollberger ersetzte. Bis zum Ende der Saison 2008/09 kam er auf 17 Spiele in der Regionalliga Ost. 2009 kehrte er nach Tirol zurück und unterschrieb einen Vertrag beim FC Wacker Innsbruck. In der ersten Spielzeit war Köfler noch bei den Amateuren aktiv. In der darauffolgenden Saison war er ebenfalls im Kader der Amateure, konnte aber vier Einsätze bei der ersten Mannschaft in der Bundesliga verbuchen. Sein Debüt in der höchsten österreichischen Spielklasse gab Köfler am 11. Mai 2011 gegen die SV Ried. Er erzielte bei seinem Debüt den 1:1-Ausgleich in der 90. Minute, nachdem er in der 82. Minute für Andreas Bammer eingewechselt worden war. Weitere drei Einsätze in der Bundesliga folgten. Die Innsbrucker wurden am Ende Sechster der Endtabelle der Bundesliga. 2013 wechselte er zur Kapfenberger SV, wo er in der Saison 2013/14 zu 32 Einsätzen kam. Danach ging er in die Schweiz zum FC Winterthur, wo er von 2014 bis 2016 spielte. Ab Sommer 2016 war Köfler ein halbes Jahr vereinslos, er heuerte jedoch im Jänner 2017 beim österreichischen Regionalligisten SV Lafnitz an. Mit den Steirern konnte er 2017/18 in die 2. Liga aufsteigen.
Nach der Saison 2018/19 verließ er Lafnitz und wechselte zum Regionalligisten Deutschlandsberger SC. In der abgebrochenen Saison 2019/20 kam er zu 16 Regionalligaeinsätzen für den DSC. Zur Saison 2020/21 schloss Köfler sich dem Ligakonkurrenten FC Gleisdorf 09 an.

## Erfolge
- Meister der Regionalliga Mitte 2017/18 und Aufstieg in die 2. Liga